# Joël Zangerle

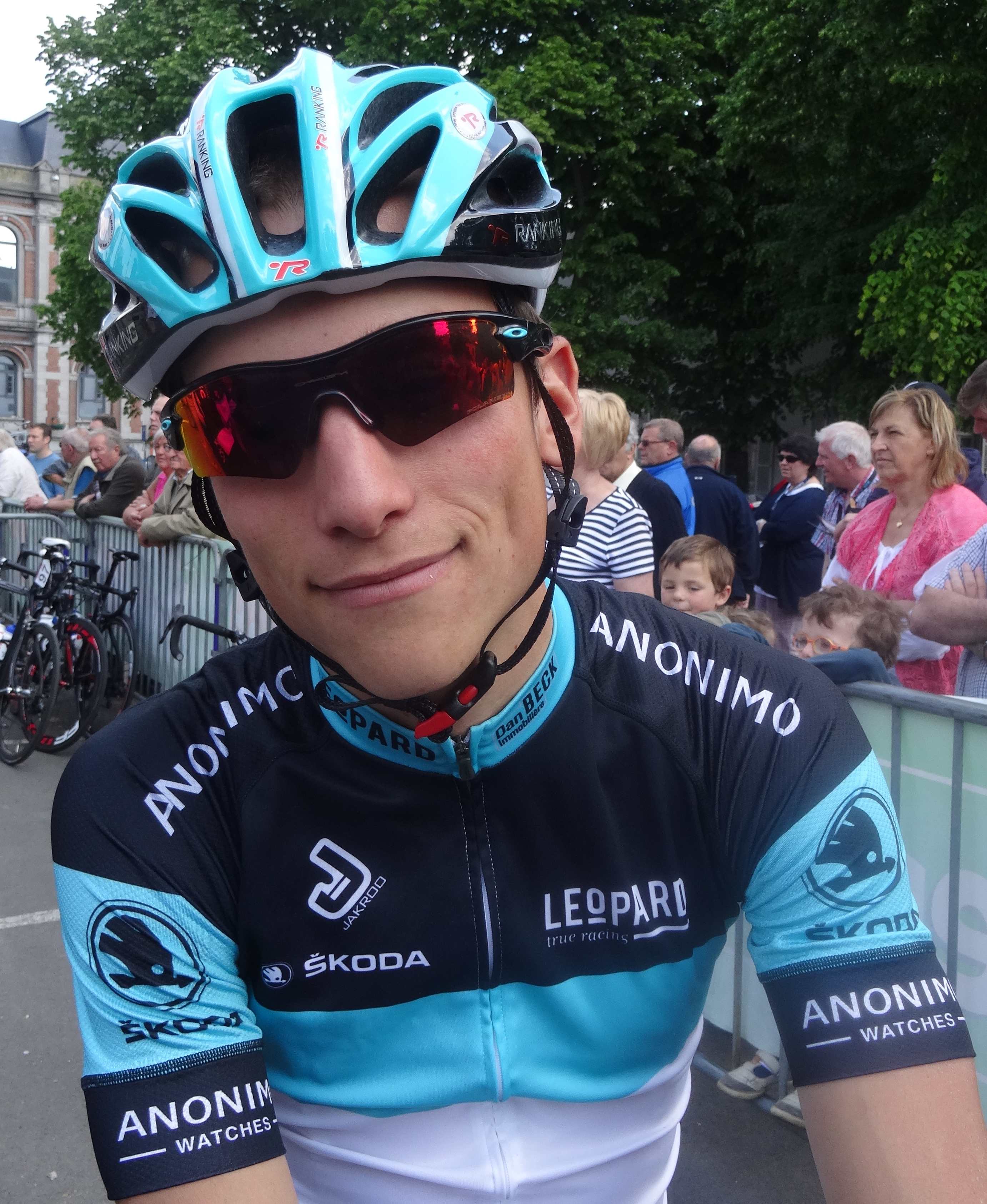
Joël Zangerle (2014)

Joël Zangerle (* 11. Oktober 1988 in Ettelbrück) ist ein luxemburgischer Radrennfahrer.
Joël Zangerle wurde in der Juniorenklasse 2005 Dritter der luxemburgischen Meisterschaft im Einzelzeitfahren und 2006 wurde er Dritter im Straßenrennen. In der U23-Klasse startete er 2009 bei der Weltmeisterschaft im Straßenrennen, wo er den 35. Platz belegte. In der Saison 2010 fuhr Zangerle für den französischen Radsportverein SCO Dijon und wurde luxemburgischer Meister im Straßenrennen der U23-Klasse. Ende des Jahres startete er wieder bei der Weltmeisterschaft, wo er 31. wurde.
2013 gewann er bei den Spielen der kleinen Staaten von Europa die Goldmedaille im Straßenrennen.

## Erfolge
2010
- Luxemburgischer Meister – Straßenrennen (U23)

## Teams
- 2011 Differdange-Magic-SportFood.de
- 2012 Leopard-Trek Continental Team
- 2013 Leopard-Trek Continental Team
- 2014 Leopard Development Team
- 2015 Cult Energy Pro Cycling